# آلاستر استاوت
آلاستر استاوت (انگلیسی: Alastair Stout) بازیگر اهل بریتانیا است. در مه ۲۰۲۵، حضور او در نقش رون ویزلی در مجموعهٔ تلویزیونی آیندهٔ هری پاتر از شبکهٔ اچ‌بی‌او تأیید شد. او در کنار دومینیک مک‌لافلین در نقش هری پاتر و آرابلا استنتون در نقش هرماینی گرنجر ایفای نقش خواهد کرد. فیلم‌برداری این مجموعه برای تابستان ۲۰۲۵ برنامه‌ریزی شده و انتظار می‌رود که در سال ۲۰۲۶ پخش شود. برخلاف هم‌بازی‌هایش، استاوت تجربهٔ بازیگری دیگری ندارد، به جز حضور در کمپین تبلیغاتی شرکت آلبرت بارتلت برای سیب‌زمینی جرزی رویال.

## فیلم‌شناسی
| Projects that have not yet been released | به آثاری اشاره دارد که در حال حاضر منتشر نشده‌اند |

### تلویزیون
| سال | عنوان    | نقش       | توضیحات  | منابع |
| --- | -------- | --------- | -------- | ----- |
| ن/م | هری پاتر | رون ویزلی | نقش اصلی | [ ۲ ] |